# MELL
MELL — сучасна японська співачка. Більшість пісень виконує японською мовою, деякі англійською. Більшість її пісень було використано в аніме Black Lagoon, Hayate the Combat Butler, Rideback, Shakugan no Shana та Sky Girls.

## Дискографія

### Сингли
- Red fraction — 14 червня 2006
- Proof/no vain — 30 травня 2007
- Virgin's high!/kicks! — 26 вересня 2007
- Kill — 19 листопада 2008
- Rideback — 4 березня 2009
- Kara no Tsubomi — 29 липня 2009

### Альбоми
- Mellscope — 20 серпня 2008
- Mirage — 27 жовтня 2010